# 新月沃土計劃
新月沃土計劃（阿拉伯語：وحدة الهلال الخصيب）是1943年伊拉克哈希姆王國提出的計畫方案，旨在聯合伊拉克哈希姆王國、敘利亞第一共和國、黎巴嫩共和國、外約旦酋長國及巴勒斯坦託管地形成統一的國家。時任伊拉克總理努里·赛义德表示了對該計畫的支持，將其命名為新月沃土聯盟的統一方案，並在第二次世界大戰期間，西方戰役後，法蘭西第三共和國無力託管敘利亞的同時，向聯合王國遞交了該計畫，但其後被聯合王國政府拒絕。

## 歷史

### 背景
1918年，第一次世界大戰結束，鄂圖曼崇高國戰敗，並在1920年在法蘭西第三共和國色弗爾與協約國簽署《色弗爾條約》，將鄂圖曼崇高國瓜分託管，大致上可分為安納托利亞地區與阿拉伯地區，國際聯盟依據《託管敘利亞和黎巴嫩協定》以及《託管約旦和美索布達米亞協定》在鄂圖曼阿拉伯地區將敘利亞聯邦、大黎巴嫩國及哈塔伊託管予法蘭西第三共和國；另將巴勒斯坦託管地、外約旦酋長國及美索布達米亞託管地託管予聯合王國，構成了今天黎凡特與伊拉克的版圖。

### 首次提出
新月沃土聯盟計劃最早由伊拉克哈希姆王國提出，旨在建立一個聯合黎凡特與伊拉克的哈希姆王國。1943年，正值第二次世界大戰期間，大德意志國在西方戰役擊敗法蘭西第三共和國，伊拉克總理努里·赛义德指稱法蘭西政府的衰落及其無力管轄敘利亞託管地的各種問題，並向聯合王國遞交了統一計畫，但被聯合王國當局拒絕。